# Paris School of Business
Az Paris School of Business (korábban ESG Management School) egy európai felsőoktatási intézmény, amely az üzleti tudományok terén nyújt posztgraduális képzést. Két campusa van, Párizsban és Rennesban. 1974-es alapításával az intézményt.
Az iskola programjai AMBA és CGE dupla akkreditációval rendelkeznek. Az intézmény legismertebb végzősei közé olyan személyiségek tartoznak, mint Franck Louvrier (a Publicis Events igazgatója) és Vianney (Énekes).

## Külső hivatkozások
- Hivatalos oldal